# José Mendoza y Almeida
José Mendoza y Almeida (* 14. Oktober 1926 in Sèvres, einem Vorort von Paris; †  26. März 2018 ebenda) war ein französischer Grafiker, Kalligraf, Schriftdesigner und Typograf.

## Leben und Werk
José Mendoza y Almeida war der Sohn des Schriftentwerfers Guillermo de Mendoza y Almeida (1895–1944). Im Alter von 11 Jahren begann er die ersten Initiale zu zeichnen. Er wurde als Fotograveur an der Cliché Union in Paris ausgebildet. Durch seinen Vater lernte er Stanley Morison kennen. Er arbeitete von 1953 bis 1954 mit Maximilien Vox zusammen. In der Fonderie Olive in Marseille assistierte er von 1954 bis 1959 Roger Excoffon. Ab 1959 nahm er eine selbstständige Tätigkeit auf. Er entwarf Schriften für die Amsterdam Type foundry, die Monotype Corporation und die International Typeface Corporation. Von 1985 bis 1989 lehrte er Schriftdesign am Atelier National de Création Typographique (ANCT) und der Imprimerie Nationale in Paris. Zu seinen Studenten zählten Thierry Puyfoulhoux, Frank Jalleau und Poul Søgren.

## Einige Schriften
- Fidelio (1997)
- Mendoza (1991)
- Photina (1972)
- Pascal (1960)
- Sully-Johnquieres (1980)